# Vedasandur
Vedasandur es una ciudad y nagar Panchayat situada en el distrito de Dindigul en el estado de Tamil Nadu (India). Su población es de 11730 habitantes (2011). Se encuentra a 20 km de Dindigul y a 78 km de Madurai.

## Demografía
Según el censo de 2011 la población de Vedasandur era de 11730 habitantes, de los cuales 5831 eran hombres y 5899 eran mujeres. Vedasandur tiene una tasa media de alfabetización del 87,08%, superior a la media estatal del 80,09%: la alfabetización masculina es del 92,92%, y la alfabetización femenina del 81,32%.